# Ethnikos Olympiakos Volos FC
Maillots
Le Podosfairiki Anonymi Etaireia A.S. Olympiakos Volou 1937 (en grec moderne : Ποδοσφαιρική Ανώνυμος Εταιρεία Α.Σ. Ολυμπιακός Βόλου 1937), plus couramment abrégé en Olympiakos Volos, est un club grec de football fondé en 1937 et basé dans la ville de Volos, en Thessalie.

## Historique
Le club de l'AS Olympiakos Volos est fondé à Volos en 1937. En 1967, il fusionne avec un autre club local, l'Ethnikos Volos. Le stade du club est le Centre Athlétique National de Volos (Ethniko Athlitiko Kentro). L'Olympiakos Volos comporte également des sections handball, haltérophilie et sports aquatiques.
En 2004, certains membres du club fusionnent avec le club de l'AS Kassandra pour fonder l'ASK Olympiakos Volos. En juin 2008, l'Ethnikos Olympiakos Volos fusionne avec l'ASK Olympiakos, et forme le club d'Ethnikos Olympiakos Volos FC.
Lors de la saison 2009-2010, l'Olympiacos Volos termine premier du championnat de deuxième division et sont, 20 ans après, ils ont été promus en Super League. La saison suivante, le club réalise réalisé un bon parcours en terminant 5ème, qui l'emmène aux barrages de la ligue et à la Ligue Europa 2011-2012 pour la première fois de son histoire.
En 2011, le club est exclu des compétitions européennes pour trois ans pour cause de matchs truqués. À la suite de ce scandale, le club est relégué en quatrième division.

## Bilan sportif

### Palmarès
| Compétitions nationales |
| --- |
| - Championnat de Grèce D2 (4) : - Champion : 1961-62, 1966-67, 1970-71 et 2009-10. - Vice-champion : 1968-69, 1977-78, 1978-79, 1981-82, 1987-88 et 2014-15 (Gr. 2). - Championnat de Grèce D3 (3) : - Champion : 1985-86, 1998-99 (Gr. 2) et 2018-19 (Gr. 4). - Vice-champion : 2006-07 (Gr. 2). |

### Bilan européen
Note : dans les résultats ci-dessous, le score du club est toujours donné en premier
| Saison    | Compétition  | Tour             | Club                | Domicile    | Extérieur   | Total       |
| --------- | ------------ | ---------------- | ------------------- | ----------- | ----------- | ----------- |
| 2011-2012 | Ligue Europa | Deuxième tour Q  | Rad Belgrade        | 1 - 1       | 1 - 0       | 2 - 1       |
| 2011-2012 | Ligue Europa | Troisième tour Q | FC Differdange 03   | 3 - 0       | 3 - 0       | 6 - 0       |
| 2011-2012 | Ligue Europa | Barrages Q       | Paris Saint-Germain | Disqualifié | Disqualifié | Disqualifié |

1. ↑  L'Olympiakos Volos est exclu de la compétition avant le début des barrages, le club étant impliqué dans une affaire de matchs truqués.

Légende
- Victoire ou qualification pour le tour suivant
- Match nul
- Défaite ou élimination de la compétition

## Personnalités du club

### Présidents
| - Nicolas Tsekouras - Panayotis Botsivalis | - Sotiris Mavronasios |

### Entraîneurs
| - Antonis Georgiadis (1970-1972) - Gyula Zsengellér (1972-1974) - Vassilis Daniil (1988 - 1990) - Vangelis Liadellis (1990) - Walter Skocik (1990) - Antonis Georgiadis (1997-1998) - Georgios Vazakas (1998 - 2000) - Dragan Kokotović (2000) - Kostas Stamatiou (2000 - 2001) - Makis Katsavakis (2001) - Georgios Paraschos (2001) - Antonis Mandalos (2001) - Stavros Diamantopoulos (2001 - 2002) - Nikos Kourkounas (2002 - 2003) - Vangelis Vouroukos (2003) - Antonis Mandalos (2003) - Stratos Voutsakelis (2004 - 2005) - Nikos Kourbanas (2005) - Theodoros Savvidis (2005) - Stavros Diamantopoulos (2005) - Vasilis Antoniadis (2005) | - Vasilis Papachristou (2006) - Stavros Diamantopoulos (2006 - 2007) - Kostas Stamatiou (2007) - Soulis Papadopoulos (2007 - 2008) - Stavros Diamantopoulos (2008) - Jozef Bubenko (2008) - Georgios Adam (2008) - Giuseppe Materazzi (2008 - 2009) - Georgios Adam (2009) - Sakis Tsiolis (2009 - 2011) - Makis Katsavakis (2011) - Javi García (2011) - Georgios Vazakas (2012) - Soulis Papadopoulos (2012 - 2013) - Antonis Mandalos (2013) - Savvas Pantelidis (2013) - Georgios Vazakas (2013) - José Manuel Roca (2013 - 2014) - Dragan Kokotović (2014) - Savvas Pantelidis (2014) - Giorgos Koutsis (2014 - 2015) | - Dimítrios Eleftherópoulos (2015) - Apostolos Charalampidis (2015) - Soulis Papadopoulos (2015) - Thomas Makris (2016) - Panagiotis Tzanavaras (2016) - Timos Kavakas (2016 - 2017) - Sakis Papavasiliou (2017) - Konstantinos Bratsos (2017) - Michalis Ziogas (2017) - Konstantinos Bratsos (2017) - Periklis Amanatidis (2018 - 2019) - Thomas Grafas (2019) - Soulis Papadopoulos (2019 - 2020) - Savvas Karypidis (2020) - Leonidas Vokolos (2020) - Ilias Solakis (2020) - Periklis Amanatidis (2020) - Stefanos Xirofotos (2020 - 2021) - Georgios Vazakas (2021 - ) |

### Anciens joueurs
- Ibrahima Bakayoko
- Imre Boda

## Anciens logos du club

Historique des logos de l'Olympiakos Volos
?-2012 ou 2013